# 2008년 뉴욕 영화제
제46회 뉴욕 영화제는 2008년 9월 26일에 열린 시상식이다.

## 수상 (비경쟁)

### 장편 영화
- 24 시티 - 지아장커
- 애프터스쿨 - 안토니오 캠포스
- 동사서독 리덕스 - 왕가위
- 불릿 인 더 헤드 - 하이메 로살레스
- 체인질링 - 클린트 이스트우드
- 체 2부 - 게릴라 - 스티븐 소더버그
- 츄가 - 다레잔 오미르바예프
- 크리스마스 이야기 - 아르노 데스플레샹
- 클래스 - 로랑 캉테
- 안나와의 나흘 밤 - 예르지 스콜리모프스키
- 고모라 - 마테오 가로네
- 해피 고 럭키 - 마이크 리
- 얼굴없는 여자 - 루크레시아 마르텔
- 헝거 - 스티브 맥퀸
- 레인 - 아네스 자우이
- 로라 몽떼 - 막스 오퓔스
- 밤과 낮 - 홍상수
- 노던 랜드 - 주앙 보텔료
- 서비스 - 브리얀테 멘도사
- 여름의 조각들 - 올리비에 아사야스
- 도쿄 소나타 - 구로사와 기요시
- 토니 마네로 - 파블로 라라인
- 툴판 - 세르게이 드보르세보이
- 바시르와 왈츠를 - 아리 폴만
- 웬디와 루시 - 켈리 라이카트
- 더 윈드밀 무비 - 알렉산더 올치
- 더 레슬러 - 대런 아로노프스키

### 스페셜 이벤트
- 최후의 명령 - 조세프 본 스텐버그
- 판도라 - 앨버트 루인
- 더 데이 쉘 던 - A.J. 카다
- 재판 - 다니엘 르콩트
- Views from the Avant-Garde Presents - Guy Debord
- Film Criticism in Crisis? - Film Comment

### 전위 예술 부문
- Dove Coup - 벤 리버스
- Whispers - 어니 기어
- 레 차이세스 - 빈센트 그레니어
- Obar - Taylor Dunne
- After Writing - Mary Helena Clark
- 142 Abbreviation for Dead Winter - David Gatten
- ELEMENTs - Julie Murray
- False Friends - Sylvia Schedelbauer
- Hold Me Now - Michael Robinson
- And the Sun Flowers - Helena Clark
- False Aging - Lewis Klahr
- 1859 - Fred Worden
- Train of Thought - Jim Jennings
- New York Lantern - Ernie Gehr
- After Marks - Fern Silva
- Nocturne - Joel Schlemowitz
- Novel City - Leslie Thornton
- Trypps - Ben Russell
- Today! - Jessie Stead외 1명
- 아, 자유! - 벤 리버스
- Tattoo Step - Michael Maryniuk
- The Diptherians Episode Two: The Rhythm That Forgets Itself - Lewis Klahr
- America is Waiting - 브루스 코너
- 디그 - 로버트 토드
- Right - 스콧 스탁
- 16-18-4 - Tomonari Nishikawa
- The Acrobat - Chris Kennedy
- Nightparking - Gretchen Skogerson
- 경치 좋은 길 - 켄 제이콥스
- Phantogram - 케레 라이텔러
- When Worlds Collude - Fred Worden
- 수평적 경계 - 팻 오닐